# 고아 저작물
고아 저작물(Orphan work)은 저작권 소유자가 확실히 불확실하거나 연락할 수 없는 저작권으로 보호되는 저작물이다. 때로는 저작자나 권리 보유자의 이름이 알려져 있지만 추가 세부 정보를 찾을 수 없기 때문에 연락이 불가능한 경우도 있다. 저작물은 권리 보유자가 해당 저작물 보유 사실을 알지 못하거나 사망(예: 사망한 사람 또는 폐업한 회사)으로 인해 고아가 될 수 있으며 상속 설정이 불가능하다는 것이 입증되었다. 어떤 경우에는 포괄적이고 성실한 조사를 통해 작품의 작가, 창작자 또는 창작자를 결정하지 못하는 경우도 있다. 1989년 이래로 일부 저작물이 익명으로 출판되고, 권리 양도가 공개적으로 공개될 필요가 없으며, 등록이 선택 사항이므로 많은 저작물의 보유자에 대한 지위가 결정되기 때문에 미국에서 고아 저작물의 양이 급격히 증가했다. 이러한 권리는 저작자나 다른 권리 보유자가 적극적으로 활용하는 경우에도 대중에게 알려지지 않는다.